# Cybianthus
Cybianthus es un género de  arbustos pertenecientes a la antigua familia Myrsinaceae, ahora subfamilia Myrsinoideae. Comprende 199 especies descritas y de estas, solo 161 aceptadas.

## Descripción
Son árboles monoaxiales, de 1–5 m de alto; plantas dioicas. Hojas pseudoverticiladas, elípticas, oblongas u oblanceoladas, de 25–65 cm de largo y 5.5–20 cm de ancho, ápice agudo o subacuminado, mucronado, base largamente atenuada. Inflorescencias en estaminadas panículas columnares pinnadas o 2-pinnadas, de 13–40 cm de largo, con pedúnculo de 8–15 cm de largo, flores 3 (–4)-meras, purpúreo claras, luego amarillo opacas, pedicelos 2–4.5 mm de largo, papilados y rufo-puberulentos, prominentemente negro-punteados, brácteas florales 0.8–1.3 mm de largo. Frutos globosos, de 1–1.3 cm de largo, anaranjados a anaranjado-rojizo brillantes, prominentemente negro-punteados.

## Taxonomía
El género fue descrito por Carl Friedrich Philipp von Martius y publicado en Nova Genera et Species Plantarum . . . 3: 87. 1829[1831]. La especie tipo es: Cybianthus penduliflorus Mart. 

## Especies aceptadas
A continuación se brinda un listado de las especies del género Cybianthus aceptadas hasta noviembre de 2013, ordenadas alfabéticamente. Para cada una se indica el nombre binomial seguido del autor, abreviado según las convenciones y usos.
- Cybianthus agostinianus
- Cybianthus albiflorus
- Cybianthus alpestris
- Cybianthus amplus
- Cybianthus angustifolius
- Lista completa de especies